# Schod

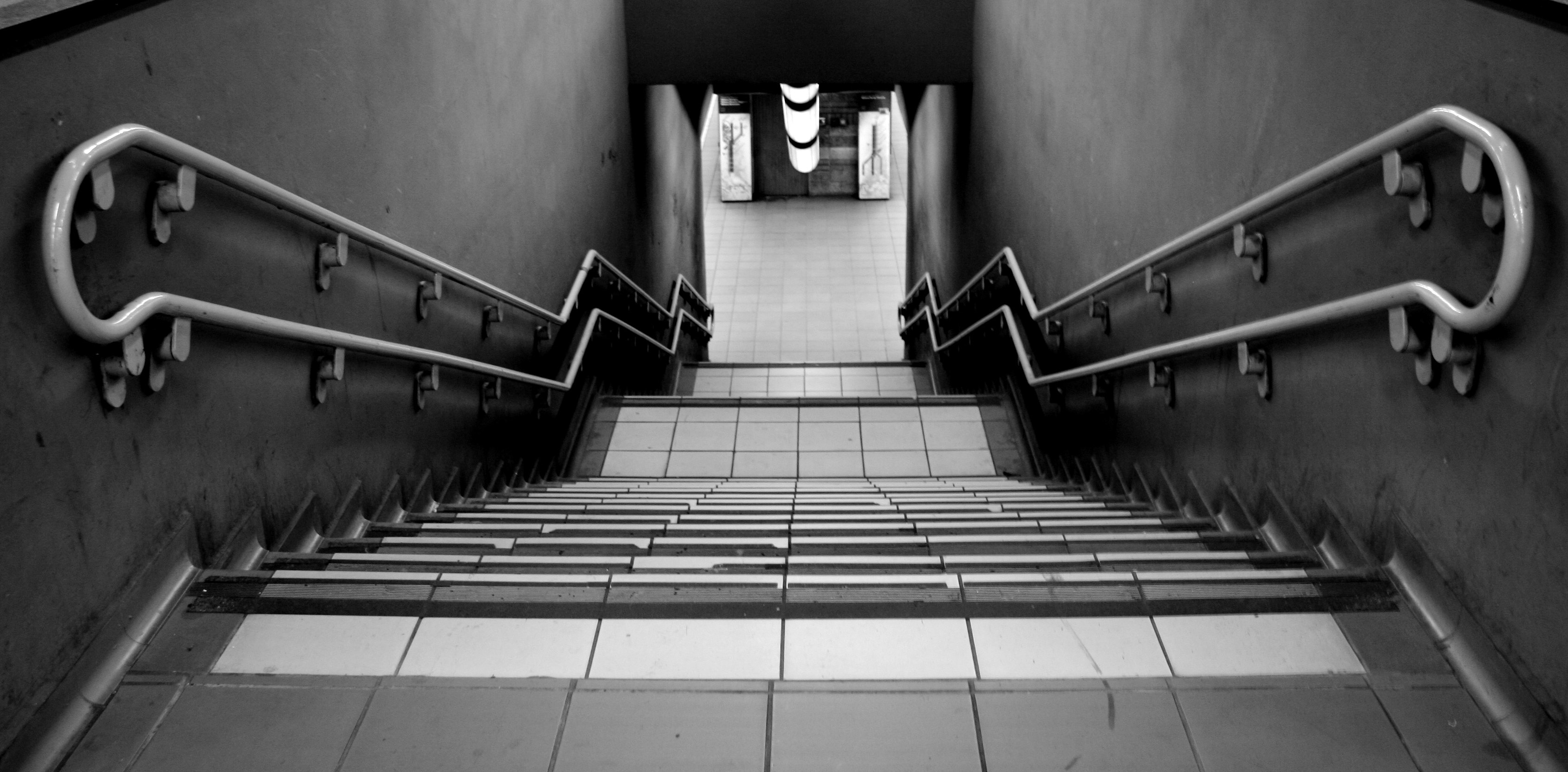
Oboustranně podporované schodišťové stupně

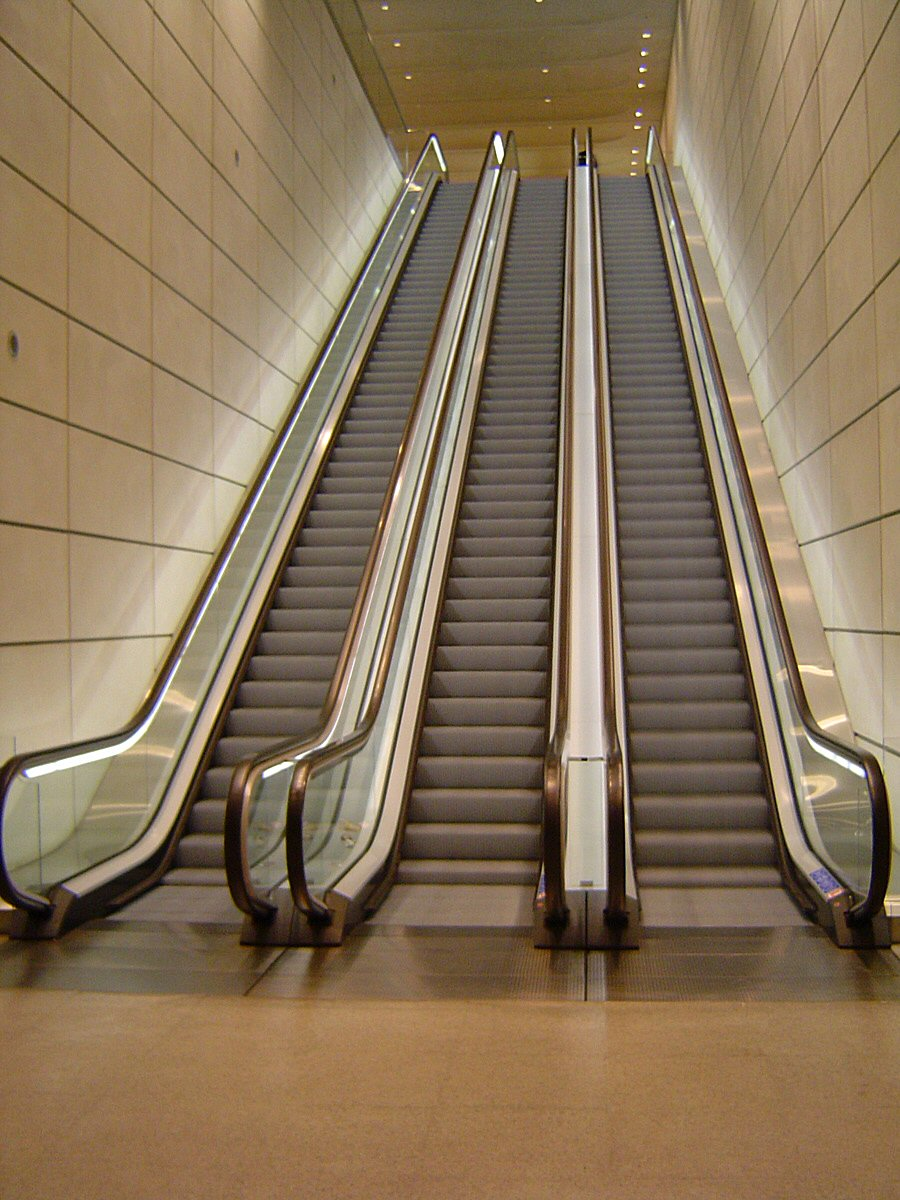
Zvláštní druh schodišťových stupňů – eskalátorové

Schodišťový stupeň (schod) je základní prvek schodiště. Skládá se ze stupnice, podstupnice a bočního čela stupně. Někdy může být schod tvořen jen stupnicí bez postupnice. Jednotlivé stupně mohou být prvky, ze kterých se následně sestaví schodišťové rameno, nebo se celé schodišťové rameno tvaruje jako monolitický celek.

## Základní rozdělení stupňů

### podle materiálu
- kámen
- beton
- železobeton
- cihla
- dřevo
- kov
- Sklo

### podle polohy na schodišťovém rameni
- nástupní – první stupeň nad úrovní podesty
- výstupní – poslední, výstupní stupeň schodišťového ramene, který je v úrovni mezipodesty nebo podesty
- jalový – první stupeň, který je v úrovni podesty
- běžný – ostatní stupně mezi nástupním a výstupním

### podle půdorysného tvaru
- rovné – přední hrany schodišťového stupně jsou přímé a navzájem rovnoběžné
- kosé – přední hrany schodišťového stupně jsou přímé a nejsou rovnoběžné
- zvláštní – přední hrany jsou křivé (používá se u točivého schodiště)

### podle tvaru příčného průřezu
- plné obyčejné
- plné se sedlem
- plné s drážkou
- snímané obyčejné
- snímané s drážkou
- deskové
- zalomené

### podle uložení
- plně podporované – podporu stupňů tvoří buď podezdívka nebo železobetonová deska
- oboustranně podporované – podporu tvoří nosné schodišťové zdivo, zavěšení nebo schodnice
- jednostranně vetknuté – jednotlivé stupně jsou na jedné straně zazděny
- visuté – jednotlivé stupně do sebe zapadají drážkami a tak přenášejí své zatížení do podestových a mezipodestových nosníků
- zvláštní – například eskalátory